# Àngel Edo i Alsina
Àngel Edo i Alsina (Gavà, 4 d'agost de 1970) és un ciclista català, professional entre 1992 i 2007. Format a la Unió Ciclista Gavà, va guanyar la Copa Catalana i el campionat de Catalunya en categories inferiors. Especialista en les arribades a l'esprint, durant la seva carrera esportiva aconseguí més de 50 victòries, sent les més destacades dues etapes del Giro d'Itàlia. Abans de passar al professionalisme va prendre part en la prova en ruta dels Jocs Olímpics de Barcelona de 1992, finalitzant en la 15a posició.

## Palmarès
- 1991
  - 1r a la Clàssica d'Alcobendas
- 1992
  - 1r al Gran Premi de Llodio
- 1994
  - 1r al Trofeu Masferrer
  - Vencedor d'una etapa de la Challenge a Mallorca
  - Vencedor d'una etapa de la Volta a Andalusia
  - Vencedor d'una etapa de la Setmana Catalana
- 1996
  - Vencedor d'una etapa del Giro d'Itàlia
- 1997
  - Vencedor d'una etapa de la Volta a Xile
- 1998
  - 1r al Gran Premi International MR Cortez-Mitsubishi i vencedor d'una etapa
  - Vencedor d'una etapa del Giro d'Itàlia
- 2000
  - 1r al Gran Premi Portugal i vencedor d'una etapa
  - 1r al Gran Premi CTT Correios de Portugal
  - Vencedor de 2 etapes de la Volta a Portugal
  - Vencedor de 2 etapes de la Volta a Astúries
  - Vencedor de 2 etapes de la Volta ao Algarve
  - Vencedor de 2 etapes del GP CCRLVT
  - Vencedor d'una etapa del Trofeu Joaquim Agostinho
  - Vencedor d'una etapa de la Volta a l'Alentejo
- 2001
  - Vencedor de 3 etapes del Gran Premi Jornal de Noticias
  - Vencedor de 2 etapes del Gran Premi Mosqueteiros-Rota do Marquês
  - Vencedor d'una etapa de la Volta a Portugal
  - Vencedor d'una etapa de la Setmana Catalana
  - Vencedor d'una etapa del Gran Premi International MR Cortez-Mitsubishi
  - Vencedor d'una etapa del Gran Premi do Minho
- 2002
  - 1r al Gran Premi CTT Correios de Portugal i vencedor d'una etapa
  - Vencedor de 2 etapes de la Volta a Portugal
  - Vencedor de 2 etapes de la Volta a Castella i Lleó
  - Vencedor de 2 etapes de la Volta a l'Alentejo
  - Vencedor d'una etapa de la Volta a Múrcia
  - Vencedor d'una etapa de la Volta a Aragó
- 2003
  - Vencedor d'una etapa de la Volta a Portugal
  - Vencedor d'una etapa de la Volta a Astúries
  - Vencedor d'una etapa de la Volta ao Algarve
  - Vencedor de 2 etapes del Gran Premi Mosqueteiros-Rota do Marquês
  - Vencedor de 2 etapes del Gran Premi International MR Cortez-Mitsubishi
- 2004
  - 1r al Gran Premi International MR Cortez-Mitsubishi i vencedor d'una etapa
  - Vencedor d'una etapa de la Setmana Catalana
  - Vencedor d'una etapa del Trofeu Joaquim Agostinho
- 2006
  - Vencedor d'una etapa de la Volta a Castella i Lleó

### Resultats a la Volta a Espanya
- 1993. 73è de la classificació general
- 1994. Abandona
- 1996. 85è de la classificació general
- 1997. Abandona
- 1998. 76è de la classificació general
- 1999. 95è de la classificació general
- 2001. 77è de la classificació general
- 2002. 60è de la classificació general
- 2003. 70è de la classificació general

### Resultats al Giro d'Itàlia
- 1996. Abandona. Vencedor d'una etapa
- 1998. Abandona. Vencedor d'una etapa
- 1999. 79è de la classificació general

### Resultats al Tour de França
- 1994. 96è de la classificació general
- 1995. Fora de control (10a etapa)